# (8181) Rossini
(8181) Rossini est un astéroïde de la ceinture principale.

## Description
(8181) Rossini est un astéroïde de la ceinture principale. Il fut découvert par Lioudmila Jouravliova le 28 septembre 1992 à Nauchnyj. Il présente une orbite caractérisée par un demi-grand axe de 2,747 UA, une excentricité de 0,103 et une inclinaison de 5,11° par rapport à l'écliptique.
Il fut nommé en hommage au compositeur italien Gioachino Rossini (1792-1868).

## Compléments